# Зенит-ВМ
«Зени́т-ВМ» — советский малоформатный однообъективный зеркальный фотоаппарат семейства «Зенит», выпущенный предсерийной опытной партией на Красногорском механическом заводе в 1971—1973 годах.
От предыдущей модели «Зенит-В» отличается механизмом нажимной диафрагмы, заимствованным от фотоаппарата «Зенит-ЕМ». Считается объектом коллекционирования, выпущено всего 1 239 экземпляров.

## Технические характеристики
- Тип — однообъективный зеркальный фотоаппарат.
- Тип применяемого фотоматериала — перфорированная фотокиноплёнка шириной 35 мм (фотоплёнка типа 135) в кассетах. Размер кадра — 24×36 мм.
- Тип затвора — механический, шторно-щелевой с горизонтальным движением матерчатых шторок. Выдержки затвора — от 1/30 до 1/500 сек, «B» и длительная. Выдержка синхронизации с лампами-вспышками — 1/30 с.
- Тип крепления объектива — резьбовое соединение M42×1/45,5.
- Штатный объектив — «Гелиос-44М» 2,0/58 (с «прыгающей» диафрагмой).
- Размер поля изображения видоискателя — 20×28 мм, съёмное окулярное кольцо, позволявшее устанавливать диоптрийную линзу (от очков) для коррекции зрения фотографа.
- Тип фокусировочного экрана — линза Френеля с микрорастром и матовым стеклом.
- Увеличение окуляра — 5×.
- Экспонометр отсутствует.
- Синхроконтакт — с регулятором упреждения синхронизации фотовспышки.
- Корпус — литой из алюминиевого сплава, с открывающейся задней стенкой.
- Курковый взвод затвора и перемотки плёнки.
- Счётчик кадров с ручной установкой первого кадра.
- Резьба штативного гнезда — 1/4 дюйма.
- Механический автоспуск.